# 刘公岛石码头
刘公岛石码头，位于山东省威海市环翠区刘公岛，为全国重点文物保护单位“刘公岛甲午战争纪念地”之一。现隶属中国甲午战争博物馆。

## 简介
石码头建于清朝北洋海军时期，为军民合用码头，故得名“官码头”，又因用花岗岩块石砌成，故俗称“石码头”。英国强租威海卫时期，殖民当局称“康来码头”。石码头从建成起一直使用至今。因自然风化及海浪冲击，到2010年代石码头局部已出现损毁。2011年，刘公岛管理委员会在“修旧如旧、保护原貌”的原则下，启动了石码头维修加固工程，并重新铺设水泥地面。
1988年石码头作为“刘公岛甲午战争纪念地”之一被公布为全国重点文物保护单位。
刘公岛西摩尔商业街位于刘公岛铁码头和石码头之间，以1898年率先占领威海卫的驻华英军司令西摩尔中将的名字命名，是英国强租威海卫时期最繁华的商业街区，当时英国、日本、德国等国商人来刘公岛上开设洋货店，专做英军后勤服务生意。2014年，刘公岛西摩尔商业街历史文化街区被公布为山东省第一批历史文化街区。